# AAT-52
La AAT-52 (acrónimo de Arme Automatique Transformable Modèle 1952, Arma Automática Transformable Modelo 1952 en francés), también llamada "La Nana", es una de las primeras ametralladoras de propósito general francesas producidas en el período de la posguerra de la Segunda Guerra Mundial. Era fabricada por la empresa estatal Manufacture d'armes de Saint-Étienne (MAS). La AAT-52 todavía es empleada hoy como arma montada a bordo de vehículos debido a su gran número en servicio, pero ha sido reemplazada a bordo de helicópteros por la FN MAG belga, empezando con el EC 725 Caracal del Comando de Operaciones Especiales y los equipos de búsqueda y rescate de la Fuerza Aérea de Francia. La AAT-52 ha sido principalmente reemplazada por la más ligera FN Minimi en la infantería. Todavía es empleada en Afganistán.    

## Historia
La ametralladora AAT-52 fue concebida y desarrollada después de las experiencias militares francesas en la guerra de Indochina a inicios de la década de 1950. En aquel entonces, el Ejército francés estaba equipado con una variedad de armas de origen británico y estadounidense, así como algunas armas alemanas capturadas en la Segunda Guerra Mundial.
El suministro efectivo de municiones y piezas de repuesto era una tarea casi insoluble, por lo cual el Ejército decidió adoptar una ametralladora estándar. El resultado fue la AAT-52, concebida para facilitar su producción. Su cajón de mecanismos está hecho de planchas de acero estampadas y soldadas.
La AAT-52 fue parcialmente retirada de servicio en el Ejército francés en 2008. Fue reemplazada en la década de 2010 por 10.881 ametralladoras FN MAG.

## Descripción
La AAT-52 es un arma peculiar entre las ametralladoras modernas, porque emplea el sistema de retroceso retardado por palanca. Cuando dispara, la presión de los gases empuja hacia atrás el casquillo y transmite el impulso a un resalte que hace retroceder al portacerrojo. Luego de recorrer una cierta distancia, una conexión (en este caso el percutor) jala el cabezal del cerrojo, extrayendo el casquillo vacío. Como no hay extracción primaria, la recámara está ranurada para que los gases puedan ir hacia atrás, despegando el casquillo de las paredes de la recámara como en las armas que emplean el sistema de retroceso retardado por rodillos de Heckler & Koch.
La AAT-52 puede ser empleada como una ametralladora ligera instalándole un bípode, o como una ametralladora media al montarla sobre un trípode. Cuando es empleada para fuego continuo montada sobre un trípode, se le instala un cañón pesado. En la configuración de ametralladora ligera, la AAT-52 es un arma relativamente ligera de transportar. Se puede disparar desde el hombro, pero esto es ligeramente complicado debido a la posición del asa de transporte, sin embargo se puede usar el bípode como un guardamanos cuando está plegado. El cañón se cambia apretando la palanca de su retén y girándolo un cuarto de vuelta. La mira telescópica APX (SOM) empleada en el fusil semiautomático MAS-49 y el fusil de francotirador FR F1 se puede montar en la AAT-52, así como una mira nocturna infrarroja.

## Variantes

### NF-1
La AAT-52 original disparaba el cartucho estándar 7,5 x 54 Francés. La adopción general del cartucho 7,62 x 51 OTAN redujo la oportunidad para ventas de exportación, por lo cual la ametralladora fue adaptada para el cartucho estándar de la OTAN.

### MAC-58
La MAC-58 fue una versión de la AAT-52 que disparaba el cartucho 12,7 x 99 OTAN. Se probaron unos cuantos prototipos y se reservó uno para producción de preserie, pero nunca entró en producción debido al gran número de ametralladoras estadounidenses Browning M2 en servicio con las Fuerzas Armadas de Francia.

## Galería

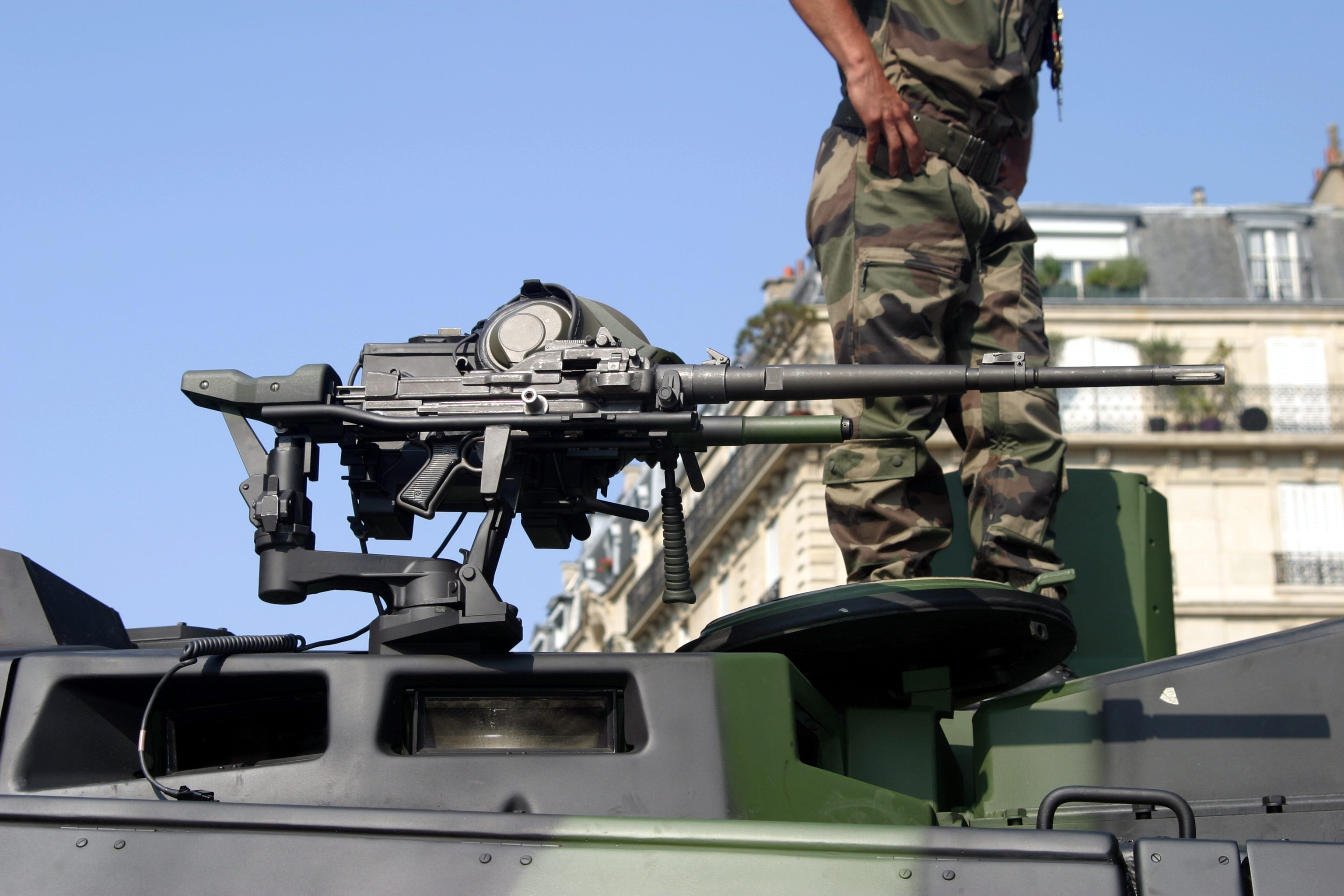
Vista de perfil de la AAT-52 de un tanque Leclerc.
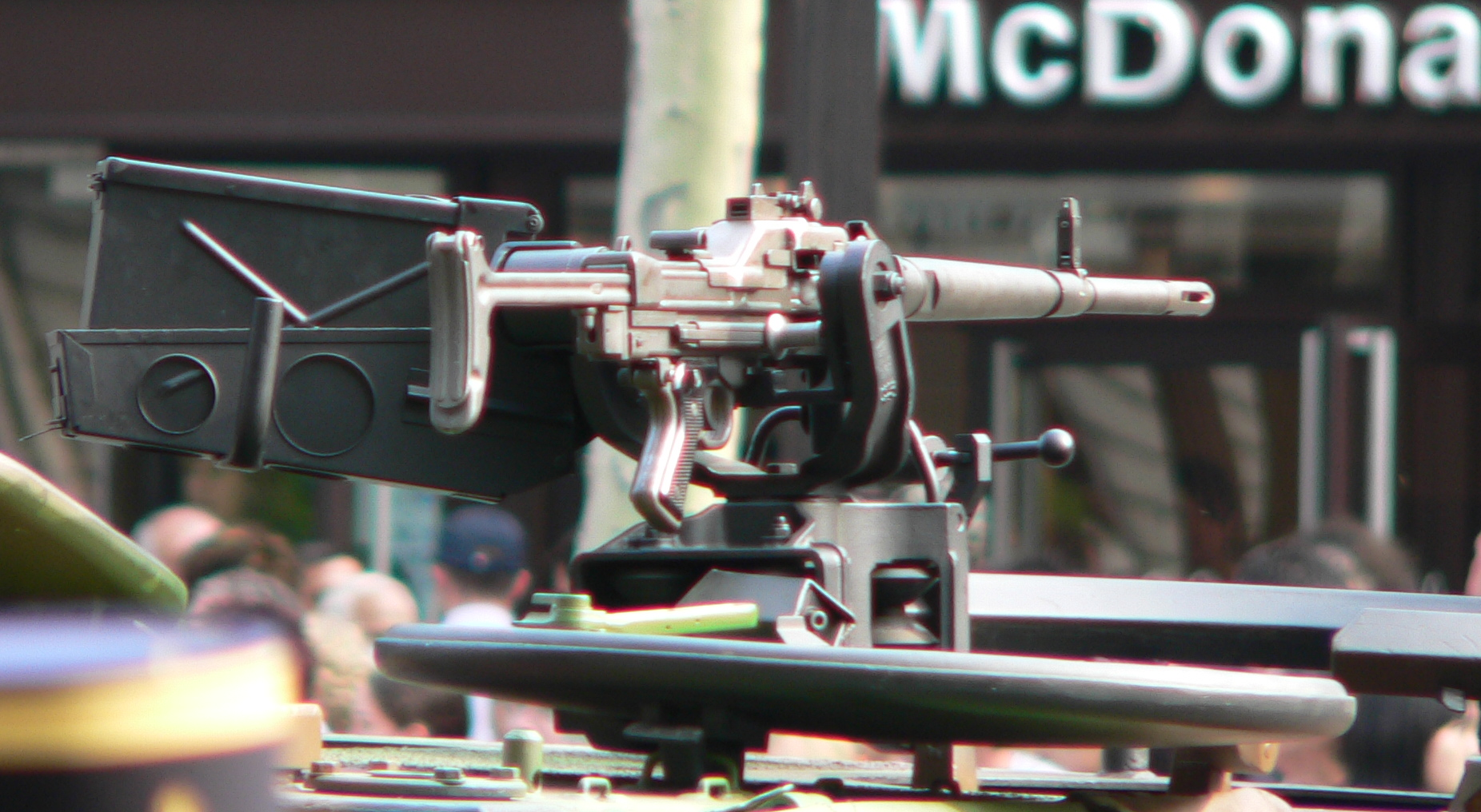
La misma ametralladora, vista desde atrás.
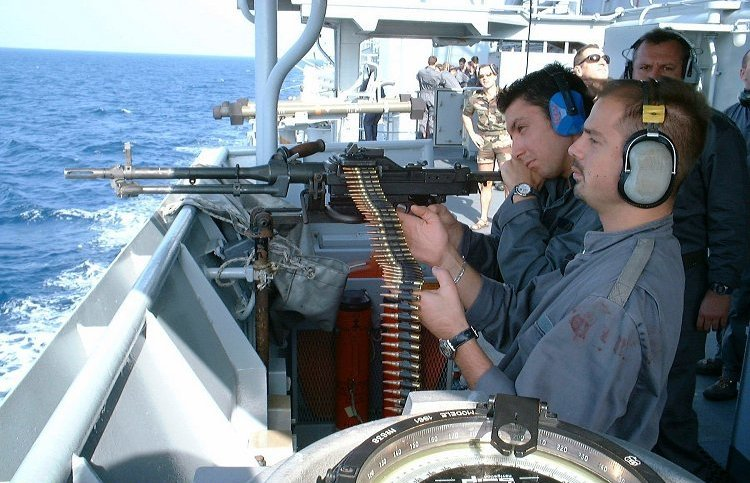
Práctica de tiro con una AAT-52, a bordo del crucero La Motte-Picquet.
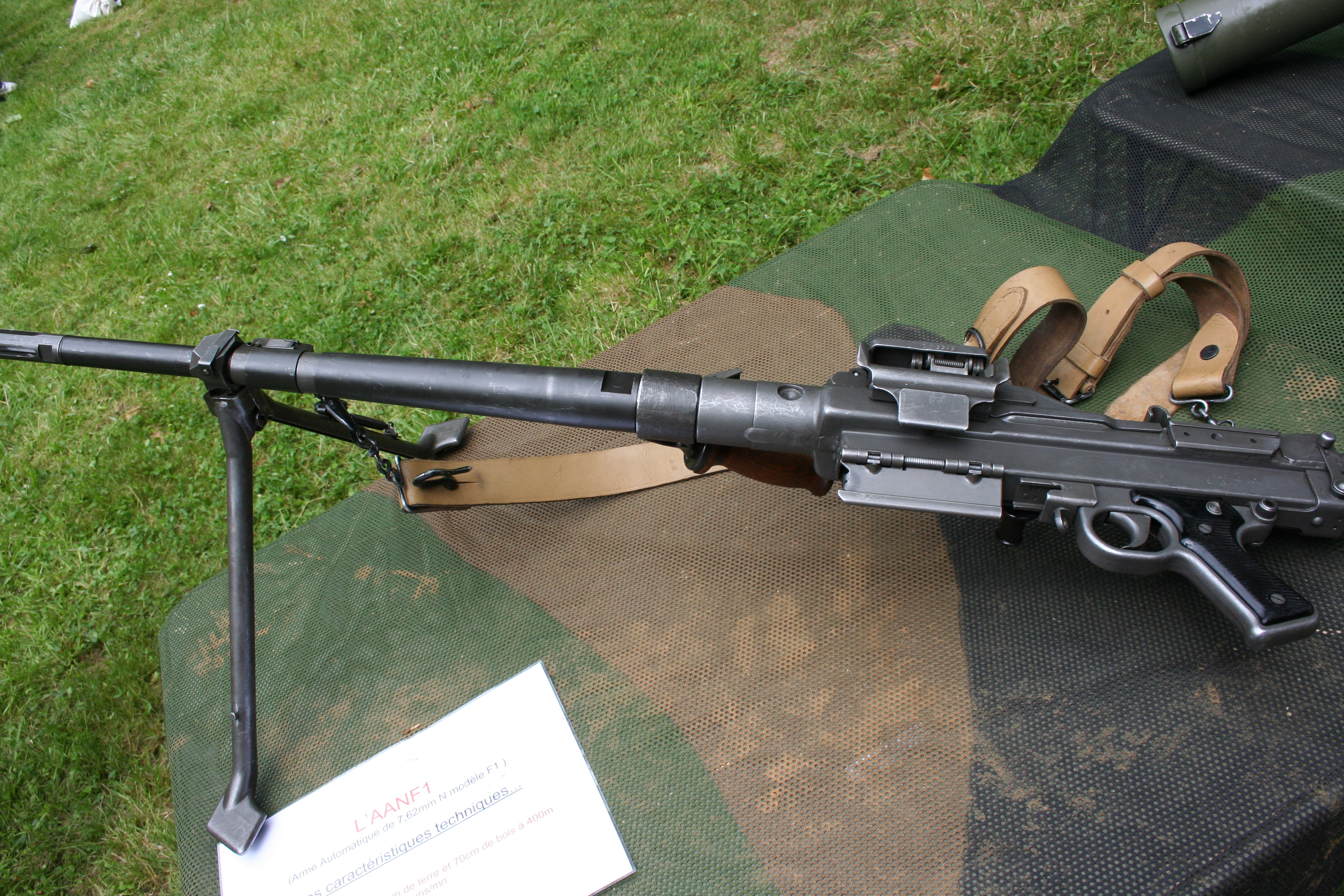
Una AAT-52 en exhibición.

## Usuarios
- Argentina[9]
- Bélgica: El avión de ataque a tierra Fouga Magister iba armado con dos ametralladoras AAT-52.[10]
- Benín[11]
- Burkina Faso[11]
- Camerún[12]
- Comoras[11]
- Costa de Marfil[11][13]
- Francia: Emplea la variante F1.[11]
- Gabón[11]
- Georgia: empleó algunas ANF1 para proteger Camp Warehouse, Afganistán, bajo mando francés.[14]
- Indonesia: Emplea la variante AAT-F1 montada a bordo de los AMX-10 PAC 90 del Korps Marinir.[15]
- Irlanda: Los automóviles blinadados irlandeses Panhard AML 60-7 CS están armados con dos ametralladoras AAT-52 de 7,62 mm.[16]
- Madagascar[11]
- Mali: Fuerzas Armadas de Malí[11]
- Marruecos: Emplea la variante F1.[11]
- Mauricio[11]
- Mauritania[11]
- Níger[11]
- República Centroafricana[11]
- Senegal[11]
- Seychelles[11]
- Somalia[11]
- Togo[11]
- Túnez[17]
- Yibuti[11]